# 非洲林鴞
非洲林鴞（學名：Strix woodfordii）是一種中等大小的貓頭鷹。
非洲林鴞的眼睛深色及沒有耳羽。它們長30-36厘米及重240-350克。它們分佈在非洲塞內甘比亞邦聯至蘇丹及南至安哥拉、剛果民主共和國、肯雅及南非東岸。它們主要棲息在森林及林地。它們主要吃昆蟲，但也會吃爬行類、細小哺乳動物及其他鳥類。它們會於7月至10月間繁殖，會在樹穴中生蛋，每次約生1-3隻。鳥蛋約需31天孵化。孵化後5星期幼鳥就會離開巢穴，再過2星期就可以飛行。幼鳥會留在母鳥身邊約4個月，有時甚至待至下一次繁殖期。它們並未受到威脅，在其分佈在仍很普遍。